# 前175年
| 千纪： | 前1千纪 |
| 世纪： | 前3世纪 \| 前2世纪 \| 前1世纪                                                                                         |
| 年代： | 前200年代 \| 前190年代 \| 前180年代 \| 前170年代 \| 前160年代 \| 前150年代 \| 前140年代                               |
| 年份： | 前180年 \| 前179年 \| 前178年 \| 前177年 \| 前176年 \| 前175年 \| 前174年 \| 前173年 \| 前172年 \| 前171年 \| 前170年 |
| 纪年： | 西汉汉文帝前元五年 |

## 大事记
- 塞琉西帝國國王塞琉古四世遭赫利奧多羅斯（Heliodorus）刺殺
- 安條克四世奪取塞琉古四世王位，成為塞琉西帝國國王，並指定提馬克斯為米底亞總督，以對抗帕提亞帝國

## 逝世
- 塞琉古四世，塞琉西帝國國王